# Panicum lukwangulense
Panicum lukwangulense är en gräsart som beskrevs av Pilg.. Panicum lukwangulense ingår i släktet vipphirser, och familjen gräs. Inga underarter finns listade i Catalogue of Life.